# دفترنامه

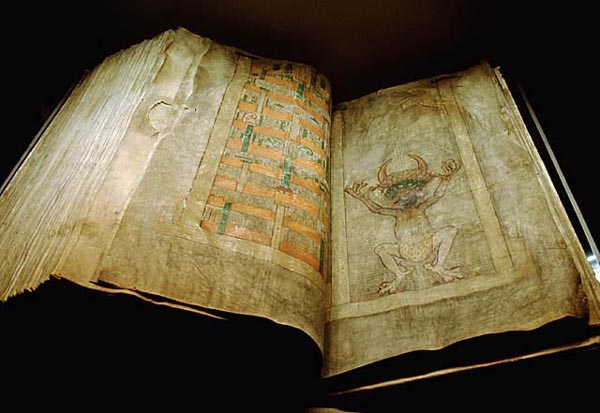
دفترنامه غول پیکر (Codex Gigas)، بزرگ‌ترین دست‌نوشته جهان. سده سیزدهم. بوهم.

دفترنامه یا کودکس (به انگلیسی: Codex) در قدیم در برخی مناطق جهان تا مدتی طومار تنها شکل از دست‌نوشته‌ها بود و زمانی که به مرور برای تمایز با طومار برگه‌هایی از دست‌نوشته را به هم بستند و شکل دفتر و کتابچه پیدا کرد. امروزه از واژه دفترنامه برای اشاره به هر یک از مجموعه برگه‌های دست‌نوشته با هم بسته و صحافی شده سده‌های میانه یا پیش از آن استفاده می‌شود. قانون‌نامه گیگاس (به انگلیسی: Codex Gigas)، بزرگ‌ترین دست‌نوشته جهان است.
واژه کودکس از واژه لاتین caudex به معنای تکه چوب گرفته شده‌است و به استفاده چوب در صحافی دفترنامه‌ها اشاره دارد. صحافی کتاب توسط فنیقی‌ها در شهر جبیل در لبنان امروزی ابداع شد.